# Comuna Obodivka, Trosteaneț
Obodivka (în ucraineană Ободівка) este o comună în raionul Trosteaneț, regiunea Vinnița, Ucraina, formată din satele Berejanka și Obodivka (reședința).

## Demografie
Componența lingvistică a satului Obodivka
     Ucraineană (97,31%)
     Rusă (2,2%)
     Alte limbi (0,42%)
Conform recensământului din 2001, majoritatea populației satului Obodivka era vorbitoare de ucraineană (97,31%), existând în minoritate și vorbitori de rusă (2,2%).